# Пам'ятки історії Тернополя
У Тернополі нараховується 49 пам'яток історії місцевого значення.

## Пам'ятки історії

### Наявні
| №   | Об'єкт | Адреса                                                        | Ох. №   | Фото |
| --- | --- | ------------------------------------------------------------- | ------- | ---- |
| 1.  | Пам'ятне місце подвигу Героя Радянського Союзу А. П. Живова | бульвар Т. Шевченка                                           | 12      |      |
| 2.  | Будинок, у якому зупинялись письменник І. Я. Франко, композитор М. В. Лисенко, письменник і актор М. Л. Кропивницький, український актор і режисер М. К. Садовський, актриси М. К. Заньковецька і С. А. Крушельницька                                                                                                | бульвар Т. Шевченка, 23                                       | 14      |      |
| 3.  | Будинок житловий, в якому проживав керівник національної партії Кшиштоф Савицький | вул. Броварна, 35                                             | 4345 Тр |      |
| 4.  | Будинок, у якому жив і працював письменник М. П. Костенко | вул. Сагайдачного, 2                                          | 925     |      |
| 5.  | Пам'ятник поету, громадському діячу Василеві Стусу | вул. В. Стуса, біля заводу «Оріон»                            | 3070    |      |
| 6.  | Будинок, у якому зупинявся академік АН УРСР В. М. Гнатюк | вул. В. Гнатюка, 5                                            | 11      |      |
| 7.  | Будинок, у якому знаходився уряд Західно-Української Народної Республіки, працював голова уряду ЗУНР Сидір Голубович | вул. Грушевського, 2 ЗОШ № 4                                  |         |      |
| 8.  | Будинок, у якому була тюрма, де ув'язнювались жертви тоталітарного режиму | вул. Д. Січинського, управління МВСУ в Тернопільській області |         |      |
| 9.  | Будинок, у якому зупинялись письменники І. Я. Франко і В. С. Стефаник | вул. Й. Сліпого                                               |         |      |
| 10. | Будинок, у якому народився і жив український письменник Юліан Опільський (Рудницький) | вул. Камінна, 7                                               |         |      |
| 11. | Будинок колишньої гімназії, у якій навчався і жив режисер Лесь Курбас, народився Барвінський Василь | вул. Качали, 5                                                |         |      |
| 12. | Приміщення слідчих ізоляторів у будинку колишнього КДБ, в якому було репресовано українських патріотів у 1949–1986 рр. З 1996 року — історико-меморіальний музей політичних в'язнів | вул. Коперника, 1                                             |         |      |
| 13. | Будинок, у якому була СШ № 1, у якій органами НКВС були заарештовані учні 10-го класу та розташовувався штаб Пд.-Зх. Фронту | вул. Коперника, 14, Українська гімназія                       |         |      |
| 14. | Єврейське кладовище | вул. Микулинецька                                             |         |      |
| 15. | Могила художника, князя Сергія М. Львова | Микулинецький цвинтар                                         |         |      |
| 16. | Могила Героя Радянського Союзу І. К. Нікульнікова | Микулинецький цвинтар                                         |         |      |
| 17. | Могила режисера, актора, народного артиста України М. П. Коцюлима | Микулинецький цвинтар                                         |         |      |
| 18. | Могила громадського та церковного діяча о. Володимира Громницького | Микулинецький цвинтар                                         |         |      |
| 19. | Могила народного артиста УРСР С. І. Онипка | Микулинецький цвинтар                                         |         |      |
| 20. | Могила художника-живописця, реставратора Д. М. Шолдри | Микулинецький цвинтар                                         |         |      |
| 21. | Могила М. Я. Форгеля — заслуженого діяча мистецтв України, режисера, художнього керівника і директора Тернопільського академічного театру ім. Т. Г. Шевченка |                                                               |         |      |
| 22. | Могила сотника Українських Січових Стрільців Григорія Клима | Микулинецький цвинтар                                         |         |      |
| 23. | Військове кладовище: Братські могили воїнів Радянської армії (17), могили воїнів Радянської армії (308) | Микулинецький цвинтар                                         |         |      |
| 24. | Могила артистки Л. А. Зубрицької | Микулинецький цвинтар                                         |         |      |
| 25. | Могила артиста Володимира Івановича Калина | Микулинецький цвинтар                                         |         |      |
| 26. | Могила народного артиста України, професора Павла Загребельного | Микулинецький цвинтар                                         |         |      |
| 27. | Могила поета Бориса Демківа | Микулинецький цвинтар                                         |         |      |
| 28. | Могила письменника Володимира Вихруща | Микулинецький цвинтар                                         |         |      |
| 29. | Могила начальника Генерального штабу Української галицької армії генерала Євгена Мишковського | Микулинецький цвинтар                                         |         |      |
| 30. | Братська могила жертв тоталітарного режиму | Микулинецький цвинтар                                         |         |      |
| 31. | Ділянка могил Українських Січових Стрільців | Микулинецький цвинтар                                         |         |      |
| 32. | Будинок, у якому проживав волонтер міжнародного «Корпусу миру», архітектор, громадський діяч, почесний громадянин Тернополя Джон Звожек | вул. Опільського, 2                                           |         |      |
| 33. | Будинок, у якому зупинялися О. Вітошинський та В. Стефаник | вул. Опільського, 6                                           |         |      |
| 34. | Будинок колишнього міщанського братства, у якому на селянському вічі виступав письменник І. Я. Франко, працював перший український стаціонарний театр «Тернопільські театральні вечори» (режисери Л. Курбас та М. Бенцаль), виступала співачка С. Крушельницька, читав авторську поему «Мазепа» письменник Б. Лепкий | вул. Князя Острозького, 9                                     |         |      |
| 35. | Пам'ятне місце, де нацисти розстріляли євреїв | вул. Руська, 12, ТДМУ ім. Горбачевського                      |         |      |
| 36. | Пам'ятник митрополиту Української автокефальної церкви Василю Липківському | вул. Руська, 24, церква УАПЦ                                  |         |      |
| 37. | Будинок, у якому перебував композитор Микола Лисенко | вул. Гетьмана Сагайдачного, 3                                 |         |      |
| 38. | Пам'ятний знак (хрест), поставлений міщанином Тернополя на честь одужання | вул. Чернівецька, 52                                          |         |      |
| 39. | Пам'ятний знак воїнам-землякам, які загинули в роки Другої світової війни | мікрорайон Пронятин                                           |         |      |
| 40. | Військове кладовище: Братські могили воїнів Радянської армії (5), могили воїнів Радянської армії (12) | вул. Шухевича, Старий Парк                                    |         |      |
| 41. | Могила Героя Радянського Союзу А. П. Максименка | вул. Шухевича, Старий Парк                                    |         |      |
| 42. | Могила Героя Радянського Союзу М. Г. Карпенка | вул. Шухевича, Старий Парк                                    |         |      |
| 43. | Могила Героя Радянського Союзу А. П. Живова | вул. Шухевича, Старий Парк                                    |         |      |
| 44. | Могила Героя Радянського Союзу Г. В. Танцорова | вул. Шухевича, Старий Парк                                    |         |      |
| 45. | Пагорб Слави | вул. Шухевича, Старий Парк                                    |         |      |
| 46. | Пам'ятний знак правоохоронцям області, які віддали своє життя при виконанні службового обов'язку | проспект Злуки (Парк Національного Відродження)               |         |      |
| 47. | Пам'ятний знак воїнам-землякам, які загинули під час війни в Афганістані | проспект Злуки (Парк Національного Відродження)               |         |      |
| 48. | Пам'ятник жертвам чорнобильської катастрофи | проспект Злуки (Парк Національного Відродження)               |         |      |
| 49. | Житловий будинок | Гетьмана Сагайдачного 6                                       | 318-М   |      |

### Демонтовані
| №  | Об'єкт                                                                                      | Адреса         | Ох. № | Фото |
| -- | ------------------------------------------------------------------------------------------- | -------------- | ----- | ---- |
| 1. | Пам'ятний знак на честь 40-річчя приєднання західноукраїнських земель до Радянської держави | майдан Волі, 8 |       |      |